# Океан Ельзи
Океа́н Е́льзи (або скорочено — О. Е.) — український рок-гурт, створений 12 жовтня 1994 року у Львові. Лідером та вокалістом гурту є Святослав Вакарчук. Океан Ельзи вважається найвідомішим та найбільш успішним українським музичним гуртом. Усього на території України продано понад мільйон дисків ОЕ.

## Історія

### До 1998 року, львівський період
У 1992 році студент Андрій Голяк (вокал) створив гурт «Клан тиші», до якого ввійшли його однокласник Павло Гудімов (гітара), а також знайомий Юрій Хусточка (бас-гітара) та Денис Глінін (ударні). Гурт виступав у палацах культури рідного Львова. Два роки потому А. Голяк одружився й покинув гурт — «Клан тиші» перетворився на тріо. У березні 1994 хлопці познайомилися з 19-річним студентом теоретичної фізики Святославом Вакарчуком. Влітку Вакарчук прийшов на першу репетицію, а з осені четвірка збиралася регулярно і вже 12 жовтня 1994 року, як прийнято вважати, був створений новий гурт — «Океан Ельзи», який тоді грав переважно суміш поп- і ліричної рок-музики. Святослав став її вокалістом, а також автором більшості текстів і музики гурту.
У грудні 1994 гурт виконав свої перші чотири демо-записи на студії «Галвокс». Перший серйозний виступ відбувся 14 січня 1995 року перед Львівським оперним театром, де зібралося 7 тисяч глядачів. Того ж року в рамках авторського музичного проєкту «Є» відомого львівського музиканта Олега Джона гурт зняв свій перший (неофіційний) відеокліп на пісню «Long time ago» (режисер — Володимир Зайковський) та виступив на фестивалі «Червона Рута» у Львові. 1996 року гурт випустив максі-сингл «Будинок зі скла», що розповсюджувався серед шанувальників. Починаючи з того ж 1996-го, ОЕ почав активно концертувати — не тільки в Україні, а й у Польщі, Німеччині та Франції, взяв участь у Таврійських іграх, а також разом з іншими українськими гуртами виступив на одній сцені з «Deep Purple» під час Осіннього Рок-Марафону в Києві. 1997 року відбувся перший значний сольний концерт гурту у Львові. У квітні 1998-го музиканти переїхали до Києва.

### 1998—2004, «золотий» склад
Святослав Вакарчук досяг перемоги у виборах саме завдяки підтримці учасників групи. 1998 року ОЕ розпочав роботу з продюсером Віталієм Клімовим, підписав контракт із «Nova Records» та записав дебютний альбом, який побачив світ у вересні під назвою «Там, де нас нема». Пісні гурту посідали перші місця в чартах, їхня ліричність та незвичайний вокал Святослава Вакарчука здобули шанувальників по всій Україні. У 1999 році «Океан Ельзи» виступив у паризькому МСМ Café (виступ транслював телеканал МСМ International), взяв участь у російському фестивалі «Нашествие». На фестивалі «Таврійські ігри» музиканти отримали нагороди «Прорив року» та «Найкраща пісня» (за композицію «Там, де нас нема» з однойменного альбому). Саме в цей період майбутній потужний live-звук гурту створив звукорежисер Валерій Папченко. Того ж року відбулося перевидання альбому в Росії. Проте великої популярності «Океан Ельзи» здобув у Росії після виходу фільму Олексія Балабанова «Брат 2» та виходу в ротацію на MTV кліпів «Там, де нас нема» і «Сосни».
На початку 2000 року гурт завершив роботу над другою платівкою — «Янанебібув», яку випустили одразу на двох звукозаписних студіях — українському Nova Records і російському Real Records. Вже після її випуску (21 лютого) до ОЕ приєднався клавішник Дмитро Шуров (як сесійний учасник) і почалися виступи та репетиції в новому складі. Двічі поспіль (2000 і 2001) на Таврійських іграх ОЕ був лауреатом у категорії «Найкращий попгурт». 2001 року гурт записав найкращий, на думку деяких критиків,[джерело?] альбом української рок-музики — «Модель» (після запису якого Шуров став п'ятим офіційним учасником колективу). Того ж року в рамках співпраці з компанією Пепсі ОЕ гастролював Україною. На Таврійських Іграх — 2002 за підсумками 2001 року відразу дві їхні пісні («Друг» і «911») увійшли до списку 10 найпопулярніших хітів України, а «Океан Ельзи» визнали «Найкращим рок-гуртом». «Модель» назвали «Альбомом року». Через рік після виходу платівки «Суперсиметрія» (2003), що вперше в Україні отримала статус двічі платинової, гурт покинули басист Юрій Хусточка і клавішник Дмитро Шуров — обоє взялися за реалізацію проєкту «Esthetic Education».

### 2004—2012, другий склад, сольні проєкти Святослава Вакарчука

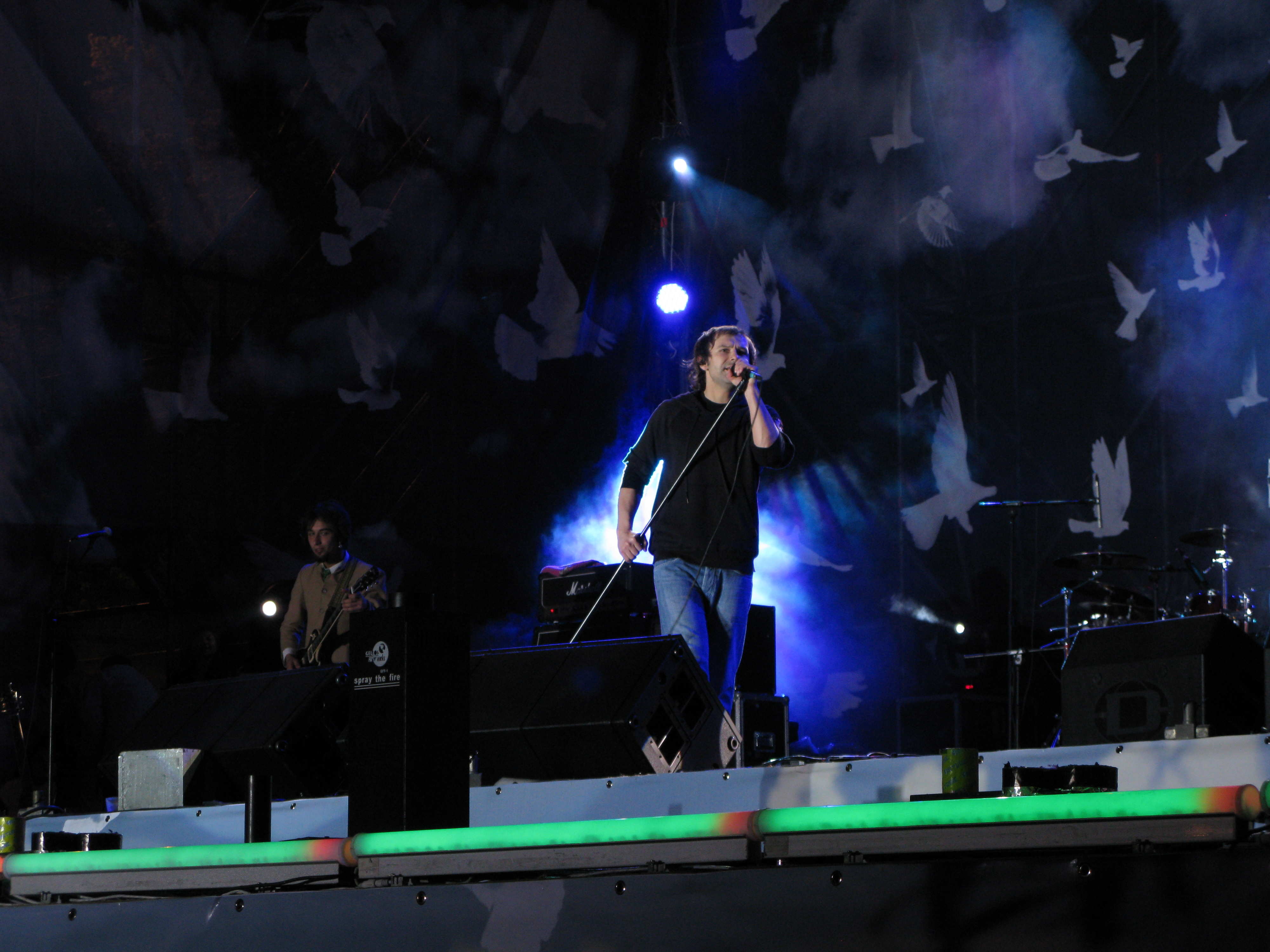
Виступ у Харкові, 2010 рік

З 2004 року в гурті грають басист Денис Дудко і сербський клавішник Мілош Єліч, який співпрацював із гуртом під час туру «Тихий океан». Перший концерт «Океану Ельзи» в новому складі відбувся в липні в місті Алмати. У квітні 2005 року гурт покинув гітарист Павло Гудімов, ця подія отримала значний резонанс, оскільки, за словами Гудімова, ініціатором цієї зміни складу був Вакарчук. Але вже через місяць його замінив гітарист Петро Чернявський. 22 вересня 2005 року випущено альбом Gloria, який у перший же день продажу став «платиновим» — за 6 годин було продано 106 000 примірників, а до кінця року вже двісті тисяч.
Вокаліст Святослав Вакарчук як посол доброї волі Програми розвитку ООН для молоді в Україні взяв участь у багатьох соціальних та культурних проєктах. Зокрема, всі кошти, отримані від продажу синґлу «Веселі, брате, часи настали…» було призначено для дитячого будинку в місті Макіївці. 2006 року рок-гурт зіграв безкоштовний концерт для українських миротворців у Косові.
25 квітня 2007 року гурт Океан Ельзи презентував новий альбом «Міра». Новий альбом було присвячено загиблому саундпродюсеру Океан Ельзи Сергію Товстолузькому. Учасники гурту вважають альбом найбільш «роковим» за всю історію команди.У грудні 2007 року гурт випустив відео до пісні «Лист до мами», вихід якої був приурочений до Дня Збройних Сил України.
2008 року Святослав Вакарчук презентував джаз-проєкт «Вночі», випустивши однойменний альбом. Альбом вийшов під ім'ям Святослава Вакарчука як ідейного натхненника, проте над ним працювали всі музиканти О. Е., як і багато запрошених музикантів.
10 березня 2010 року було презентовано сьомий студійний альбом гурту, що отримав назву «Dolce Vita». Альбом містить тринадцять композицій, а також бонусний трек — народну пісню «Ой, чий то кінь стоїть». На підтримку альбому відбувся масштабний (8 місяців) тур «Dolce Vita», що охопив майже 100 міст в Україні, Росії, Білорусі, Європі, Канаді та США. 1 грудня 2010 року було випущено «Dolce Vita (remastered)», зі зміненим звучанням все тих же пісень.

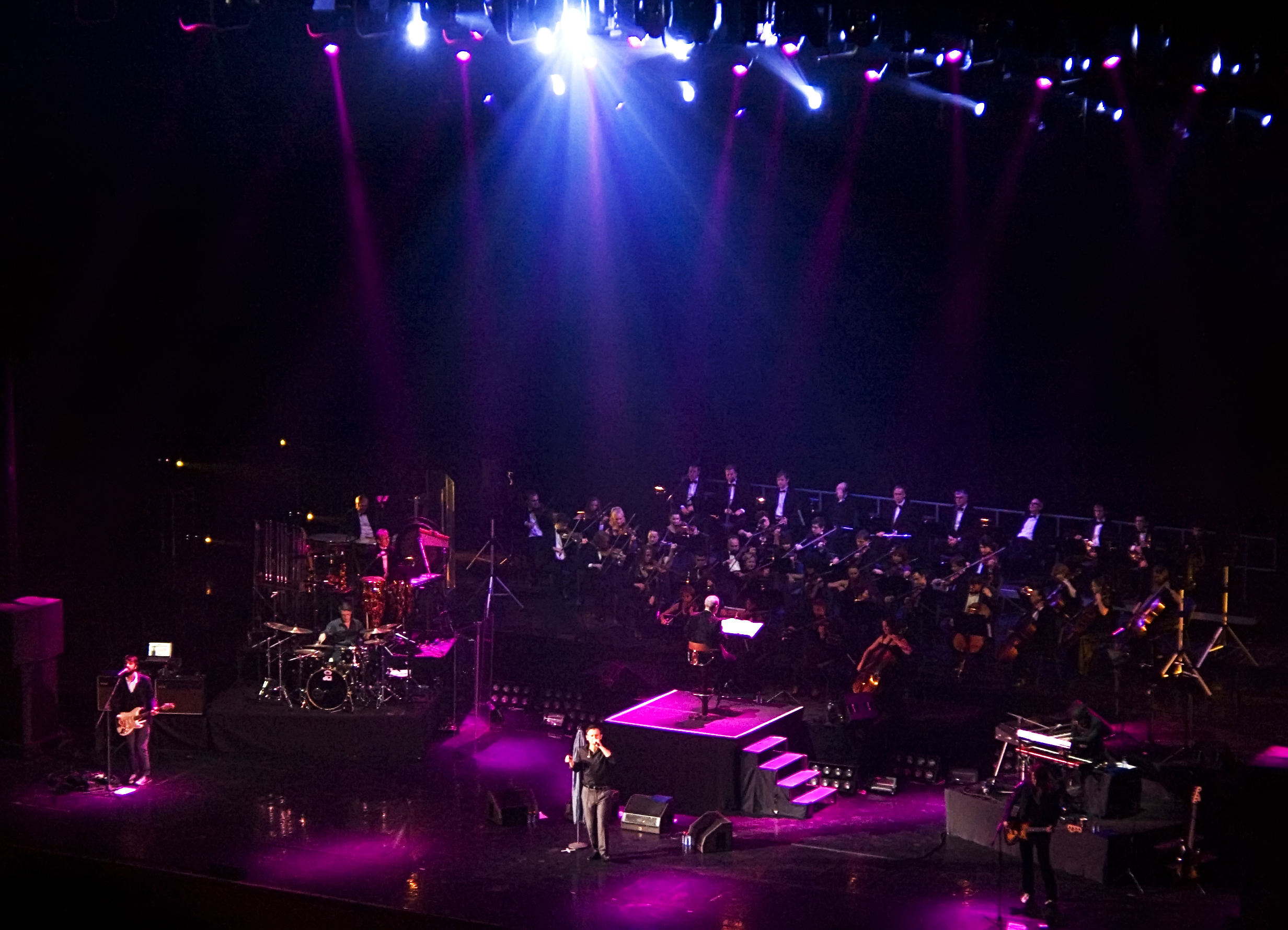
Кремлівський Палац, 27 вересня 2011.

27 вересня 2011 року гурт відіграв концерт у Державному Кремлівському Палаці (Москва). У 6-тисячній залі був аншлаг, а після концерту музикантів кілька разів викликали «на біс». Цей виступ гурт провів у супроводі симфонічного оркестру МВС РФ під управлінням Фелікса Арановського.
13 грудня 2011 на каналі Океану Ельзи в YouTube відбулась презентація другого сольного проєкту Вакарчука під назвою «Брюссель». На підтримку альбому пройшов тур містами СНД.
Виступ Океану Ельзи відбувся на заключному концерті в рамках Red Rocks festival в Лондоні напередодні закриття Олімпіади-2012.
Окрім вже відомих хітів групи, музиканти вперше виконали нову пісню «All Together».

### Земля, 2013 рік

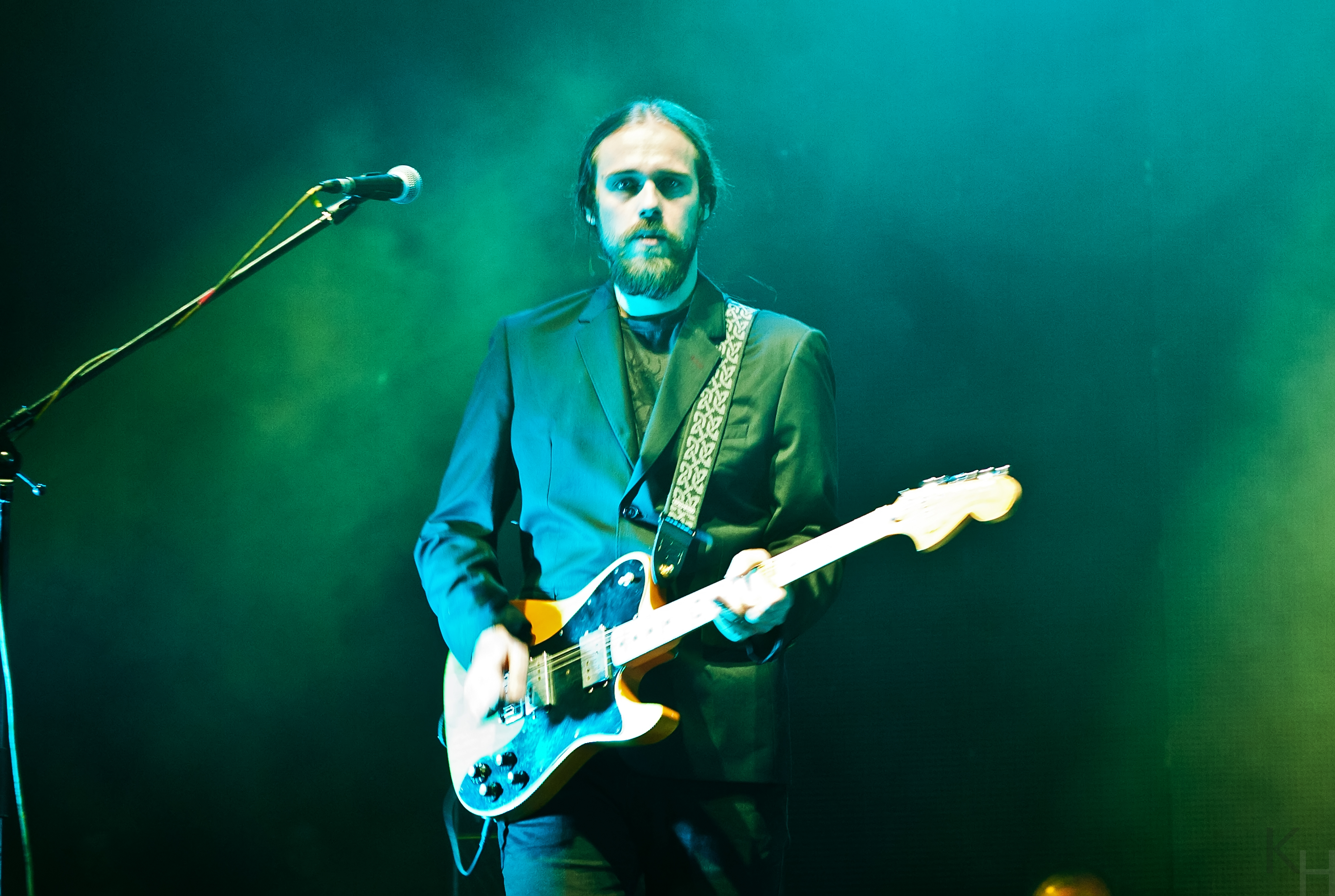
Владімір Опсеніца. 28 вересня 2013.

27 лютого 2013 було презентовано відео на перший сингл з нового альбому «Земля», який отримав назву «Обійми́». 11 квітня 2013 року офіційно було оголошено про припинення співпраці між гуртом та гітаристом Петром Чернявським. За офіційним повідомленням, це зумовлено «творчими причинами та прийняте за спільною згодою всіх учасників». У найближчому майбутньому його замінить сербський гітарист Владімір Опсеніца, що брав участь у записі деяких пісень нового альбому.
12 квітня було анонсовано точну дату появи нового альбому та його назву — «Земля». 15 травня 2013 року в мережу інтернет було викладено новий альбом, тоді як компакт-диски в Україні з'являться 20 травня, в інших країнах — 22 травня. 19 травня на підтримку альбому розпочався стадіонний тур. По завершенні української частини туру гурт Океан Ельзи на своєму каналі в YouTube анонсував великий концерт під назвою «Океан Ельзи — 20 років разом!», який відбудеться 21 червня 2014 року у Києві на стадіоні НСК «Олімпійський». Виступи також відбулись на стадіонах Львова, Дніпра, Одеси та Харкова.
14 грудня Океан Ельзи зіграли на підтримку Євромайдану на Майдані Незалежності у своєму «золотому» складі: Вакарчук, Гудімов, Хусточка, Шуров та Глінін.
Заради цього виступу Юрій Хусточка прилетів з Парижа. Свій концерт гурт закінчив зі словами: «Важливі речі об'єднують, пам'ятайте… Дякуємо, все тільки починається!».

### 2014—2017

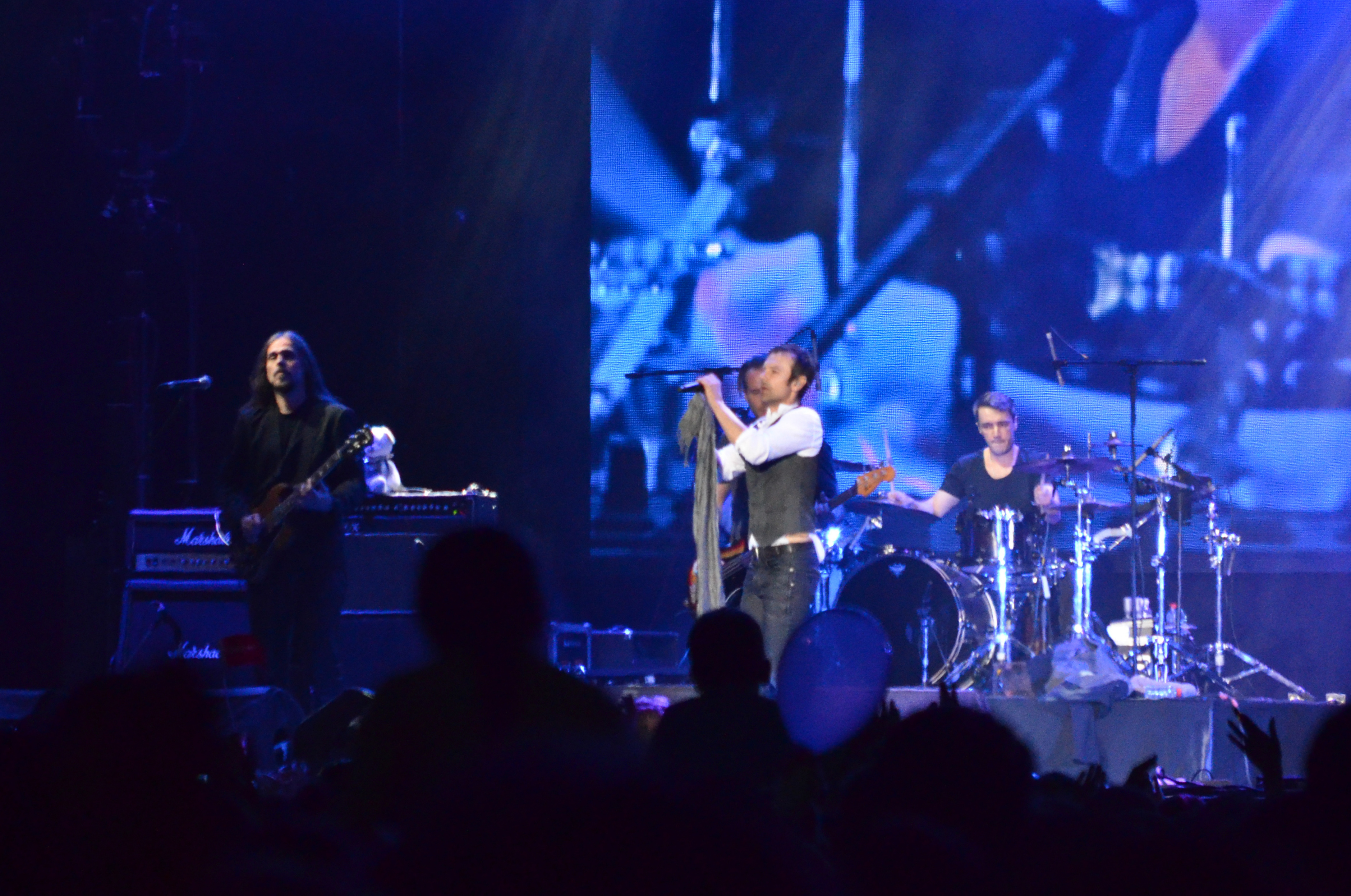
2014

В 2014—2015 гурт проводить всеукраїнський тур, приурочений його 20-річчю. 21 червня 2014 в рамках цього туру відбувся концерт у Києві на НСК «Олімпійський». Концерт тривав понад 3 години. Кілька композицій гурт відіграв у старому складі: Святослав Вакарчук, Денис Глінін, Юрій Хусточка, Дмитро Шуров, Павло Гудімов. Єдиним ексучасником гурту, що не з'явився на сцені, був Петро Чернявський, котрий відіграв у гурті з 2005 до 2013 року. Цей концерт зібрав понад 70 тисяч відвідувачів і став наймасовішим концертом в історії України.

9 червня 2017 року «Океан Ельзи» в рамках свого світового туру «Без меж» виступив з концертом у прифронтовому Лисичанську. Через шалену грозу концерт розпочався замість 20:00 лише о 21:10. Були виконані композиції з останнього альбому «Без меж», а також старі хіти. За інформацією місцевої поліції, на концерті були присутні біля 30 тис. осіб.
Мир прийде тоді, коли кожен з нас як один, як тут — ті, хто стоять на концерті, буде захищати нашу рідну землю, від того, як ми будемо допомагати тим хлопцям, які стоять на передовій, усім, чим можемо",
— сказав Святослав Вакарчук.
28.08.2017 фронтмен гурту Святослав Вакарчук на своїй пресконференції заявив, що група йде у велику творчу паузу довжиною в один рік. «Беремо концертну паузу на рік. Трошки віддихаємось після наших турів, потім подумаємо. Пісень багато нових, зрозуміло, що за певний час новий альбом „Океану Ельзи“ планується, в цьому я можу вас запевнити», — сказав він.

### 2018
29 березня 2018 року група «Океан Ельзи» випустила нову пісню — «Без тебе». — Весна завжди приходить несподівано, — прокоментував Океан Ельзи прем'єру кліпу на офіційній сторінці групи у Facebook. 14 червня відбулася прем'єра другого синглу — «В небо жене». Пісня презентована одночасно в радіоефірах країни та онлайн та дебютувала на 1-му місці чарту Google Play. ОЕ повернувся на сцену 24 серпня 2018 року.

### 2019
21 січня 2019 року в Національній опері України відбувся благодійний концерт «Океану Ельзи» у супроводі оркестру «Віртуози Києва». Майже 4 млн гривень, зібраних з благодійних внесків за квитки на концерт, будуть передані родинам загиблих військових на Сході України через фонд «Народний тил».
У 2019 році, за даними TopHit, Океан Ельзи мали 674 558 ефірів на українських радіостанціях. У 2020 році — 756 626 ефірів.

### 2024
14 березня 2024 року Святослав Вакарчук повідомив, що гурт планує випустити вперше у своїй історії англомовний альбом. Цей же альбом українською мовою також вийде — восени цього ж року до 30-річчя гурту.
В 2024 році Ігор Панасов випустив книгу "Океан Ельзи. 30 років у фотографіях та спогадах" ISBN 978-617-8425-13-5 Видавництво ArtHuss . Презентація відбулась у книгарні Readeat.
16 серпня 2024 року гурт випустив разом з Джоном Резніком спільний кліп "Lighthouse".

## Цікаві факти
- «Океан Ельзи», за словами Святослава Вакарчука, ніколи не братиме участі у конкурсах, тобто у заходах, де учасники змагаються за місця (наприклад, «Євробаченні»). Такий принцип гурт ухвалив ще на початку існування, після розчарування у музичному конкурсі «Перлини сезонів», де «ОЕ» лідирував від початку аж до виступу останнього колективу, який переміг, а «Океан» посів лише друге місце[23].
- Один з перших піар-менеджерів гурту згадує, що в ранній період вони робили ставку на аудиторію жінок 35+, а також на дітей з патріотичних сімей[24].
- Теми пісень гурту звучать у першому від початку незалежності українському анімаційному мультсеріалі «Лис Микита» і в дитячому фільмі «Прикольна казка».
- Піснею «Країна дітей» (спільно з Alyona alyona до Дня захисту дітей) гурт долучився до акції «Так працює пам'ять», присвяченої пам'яті Данила Дідіка і всім, хто віддав життя за незалежність України.
- В 1 серії єгипетського серіалу "Загадкова коробка" (2023) використовується пісня "La Câlin" Serhat Durmus - ремікс з "Обійми" Океану Ельзи.

## Склад

### Теперішні учасники
- Святослав Вакарчук — вокал (1994 — до сьогодні)
- Денис Глінін — ударні (1994 — до сьогодні)
- Денис Дудко — бас-гітара (2004 — до сьогодні)
- Милош Єлич — клавішні (2004 — до сьогодні)

### Колишні учасники
- Юрій Хусточка — бас-гітара (1994—2004)
- Дмитро Шуров — клавішні (2001—2004)
- Павло Гудімов — гітара (1994—2005)
- Петро Чернявський — гітара (2005—2013)
- Владімір Опсеніца — гітара (2013 — 2021)

## Дискографія

### Студійні альбоми
- 1998 — Там, де нас нема
- 2000 — Янанебібув
- 2001 — Модель
- 2003 — Суперсиметрія
- 2005 — Gloria
- 2007 — Міра
- 2010 — Dolce Vita
- 2013 — Земля
- 2016 — Без меж
- 2024 — Той день
- 2024 — Lighthouse

### Сингли
- 1996 — «Будинок зі скла»
- 2002 — «Холодно»
- 2004 — «Дякую!»
- 2006 — «Веселі, брате, часи настали…»
- 2009 — «Я так хочу…»
- 2009  — «Без бою[25]»
- 2009  — «Зелені очі[26]»
- 2009  — «Відпусти[27]»
- 2009  — «Там, де нас нема[28]»
- 2009  — «Все буде добре[29]»
- 2009  — «Квітка[30]»
- 2010  — «На лінії вогню[31]»
- 2013 — «Обійми»
- 2013 — «Стріляй»
- 2013 — «Rendez-Vous»
- 2015 — «Мовчати»
- 2015 — «Не твоя війна»
- 2015 — «Життя починається знов»
- 2015 — «Мить»
- 2016 — «Не йди»
- 2016 — «Осінь»[32]
- 2018 — «Без тебе»
- 2018 — «В небо жене»
- 2018 — «Скільки нас»
- 2019 — «Човен»
- 2019 — «Перевал» — OST до фільму «Захар Беркут»
- 2020 — «Коли ми станем собою» (відеокліп)
- 2020 — «Обійми (Remix)»
- 2020 — «Тримай»
- 2021 — «#Без тебе мене нема»
- 2021 — «Країна дітей» (спільно із alyona alyona)
- 2021 — «Місто весни» (спільно із Один в каное)
- 2021 — «Перемога» (спільно із KALUSH)
- 2022 — «Весна»
- 2022 — «Місто Марії»
- 2022 — «Квіти мінних зон»
- 2023 — «Коли ми двоє» (спільно із Kola)
- 2024 — «Відповідь»
- 2024 — «Voices Are Rising» (англ.)
- 2024 — «Той день» (спільно із YAKTAK, Kola, SHUMEI, Jerry Heil)
- 2024 — «Lighthouse» (спільно із Джон Резнік)
- 2024 — «Мукачево»
- 2024 — «Як ніколи»
- 2025 — «Двоє»

### Акустичні альбоми
- 2003 — «Tviй формат»

### Збірки
- 2006 — «1221»
- 2007 — «Вибране…»
- 2010 — «Океан Ельзи: The Best Of»
- 2014 — «Найкраще (2CD)»

### Інші альбоми
- 2010 — «Dolce Vita /remastered»

### Окремі проєкти учасників гурту
- 2005 — «Трампліни»  — сольний альбом Павла Гудімова
- 2008 — «Вночі»  — сольний альбом Святослава Вакарчука
- 2011 — «Sofia»  — сольний альбом Дениса Дудка (джазовий квінтет «Дудко»)
- 2011 — «Брюссель»  — сольний проєкт Святослава Вакарчука, у якому як музикант також брав участь Петро Чернявський, а Мілош Єліч виступив у ролі продюсера.
- 2020 — «Оранжерея» — сольний проєкт Святослава Вакарчука.

### Відеоальбоми
- 2015 — OE.20 LIVE IN KYIV

## Чарти
| Рік  | Пісня                         | Ukraine Top 40 | Europe Official Top 100 |
| ---- | ----------------------------- | -------------- | ----------------------- |
| 2004 | «Дякую»                       | 2              | 50                      |
| 2005 | «Без Бою»                     | 1              | 78                      |
| 2005 | «Вище Неба»                   | 1              | 31                      |
| 2010 | «Більше Для Нас»              | 1              | 55                      |
| 2012 | «Це Зі Мною (дует з Бумбокс)» | 17             | -                       |
| 2013 | «Обійми»                      | 1              | 43                      |
| 2013 | «Стріляй»                     | 1              | 53                      |
| 2013 | «Rendez-Vous»                 | 1              | 75                      |
| 2014 | «Стіна»                       | 1              | -                       |
| 2014 | «На Небі»                     | 1              | 82                      |
| 2014 | «Лист До Мами»                | 1              | 45                      |
| 2015 | «Не Твоя Війна»               | 1              | 44                      |
| 2015 | «Життя Починається Знов»      | 6              | 62                      |
| 2015 | «Мить»                        | 16             | -                       |
| 2016 | «Не Йди»                      | 1              | -                       |
| 2016 | «Осінь»                       | 1              | -                       |
| 2017 | «Сонце»                       | 2              | 38                      |
| 2018 | «Без тебе»                    | 1              | -                       |
| 2018 | «В небо жене»                 | -              | -                       |
| 2018 | «Скільки нас»                 | 1              | -                       |

## Відеокліпи
| Рік  | Назва пісні                                                       | Режисер(и)                                           | Альбом                               |
| ---- | ----------------------------------------------------------------- | ---------------------------------------------------- | ------------------------------------ |
| 1995 | «Long Time Ago»                                                   | Володимир Зайковський                                | Там, де нас нема                     |
| 1996 | «В очах твоїх»                                                    | Володимир Зайковський                                |                                      |
| 1998 | «Там, де нас нема»                                                | Семен Горов                                          | Там, де нас нема                     |
| 1999 | «Сосни»                                                           | Семен Горов                                          | Янанебібув                           |
| 2000 | «Той день»                                                        | Віталій Клімов                                       | Янанебібув                           |
| 2000 | «Відпусти»                                                        | Андрій Некрасов                                      | Янанебібув                           |
| 2001 | «911»                                                             | Ігор та Олександр Стеколенко                         | Модель                               |
| 2001 | «Я до тебе»                                                       | Ігор та Олександр Стеколенко                         | Модель                               |
| 2001 | «Квітка»                                                          | Ігор та Олександр Стеколенко                         | Модель                               |
| 2002 | «Друг»                                                            | Луї Франк                                            | Модель                               |
| 2002 | «Холодно»                                                         | Віктор Придувалов                                    | Суперсиметрія                        |
| 2003 | «Кішка»                                                           | Віктор Придувалов                                    | Суперсиметрія                        |
| 2003 | «Майже весна»                                                     | Віктор Придувалов                                    | Суперсиметрія                        |
| 2003 | «Для тебе»                                                        | Олександр Карпенко                                   | Суперсиметрія                        |
| 2003 | «911 (Тихий океан)»                                               | Ляля Фонарьова                                       | 1221                                 |
| 2004 | «Дякую»                                                           | Віктор Придувалов                                    | Дякую! (сингл)                       |
| 2005 | «Без бою»                                                         | Віктор Придувалов                                    | GLORIA                               |
| 2005 | «Вище неба»                                                       | Ігор та Олександр Стеколенко                         | GLORIA                               |
| 2005 | «Не питай» (Live)                                                 |                                                      | GLORIA                               |
| 2006 | «Відчуваю»                                                        | Ілля Чичкан                                          | GLORIA                               |
| 2006 | «Веселі, брате, часи настали…»                                    | Віктор Придувалов                                    | Веселі, брате, часи настали… (сингл) |
| 2007 | «Все буде добре»                                                  | Віктор Придувалов                                    | Міра                                 |
| 2007 | «Зелені очі»                                                      | Ілля Чичкан                                          | Міра                                 |
| 2009 | «Я так хочу…»                                                     | Михайло Коротєєв                                     | Dolce Vita                           |
| 2010 | «Більше для нас»                                                  | Михайло Коротєєв                                     | Dolce Vita                           |
| 2010 | «Онлайн» (Live)                                                   | зйомка телеканалу «1+1»                              | Dolce Vita                           |
| 2010 | «На лінії вогню»                                                  | Семен Горов                                          | Dolce Vita                           |
| 2013 | «Обійми́»                                                          | Говард Грінхолл                                      | Земля                                |
| 2013 | «Стріляй»                                                         | Майк Брюс                                            | Земля                                |
| 2013 | «Rendez-Vous»                                                     | Майк Брюс                                            | Земля                                |
| 2013 | «Стіна» (Live)                                                    | Володимир Шкляревський та Віктор Придувалов (монтаж) | Земля                                |
| 2015 | «На небі» (Live)                                                  | Віктор Придувалов                                    | Земля                                |
| 2015 | «Не твоя війна»                                                   | Говард Грінхолл                                      | Без меж                              |
| 2015 | «Життя починається знов»                                          | Володимир Шкляревський                               | Без меж                              |
| 2015 | «Мить»                                                            | Михайло Коротєєв та Олексій Соболєв                  | Без меж                              |
| 2016 | «Не йди»                                                          | Ігор Стеколенко                                      | Без меж                              |
| 2017 | «Сонце»                                                           | Віктор Придувалов                                    | Без меж                              |
| 2018 | «Без тебе»                                                        | Анна Бурячкова                                       | TBA                                  |
| 2018 | «В небо жене»                                                     | Анна Бурячкова                                       | TBA                                  |
| 2019 | «Перевал»                                                         | Єгор Олесов                                          |                                      |
| 2020 | «Коли ми станем собою»                                            | Валентин Петишкін                                    |                                      |
| 2020 | «Тримай»                                                          |                                                      | TBA                                  |
| 2021 | «#Без тебе мене нема»                                             |                                                      |                                      |
| 2021 | «Країна дітей»                                                    | Віктор Придувалов                                    |                                      |
| 2021 | «Місто весни»                                                     |                                                      |                                      |
| 2021 | «Перемога»                                                        |                                                      |                                      |
| 2022 | «Весна»                                                           | Іван Шоха                                            | TBA                                  |
| 2023 | «Коли ми двоє»                                                    | Антон Ковальський                                    |                                      |
| 2024 | «Відповідь»                                                       | Макс Сметана                                         |                                      |
| 2024 | «Voices Are Rising» (англ.)                                       | Лео Феймер                                           | Lighthouse                           |
| 2024 | «Той день» (спільно із «YAKTAK», «Kola», «SHUMEI» і «Jerry Heil») | Юрій Катинський                                      |                                      |
| 2024 | «Lighthouse» (сіпльно із «Джон Резнік») (англ.)                   |                                                      | Lighthouse                           |
| 2024 | «Мукачево»                                                        |                                                      | Той день                             |
| 2024 | «Як ніколи»                                                       | Микита Квасніков                                     | Той день                             |

## Хронологія
1996
- Участь на фестивалях: Срібна підкова 95-96, Альтернатива 2, Перлини сезону 1996, Таврійські ігри 96, Траш 96, Гернсбах (Німеччина), Конкурс «Р. Ф. І» 96 (Франція).
- Перший музичний фільм про «ОЕ», який показали в програмі «Решето» на каналі ТЕТ.

1997
- Клубний тур на півдні Франції та заході Німеччини.
- Великий сольний концерт у Львові «Два з половиною». В зал, який міг помістити 700—800 чоловік прийшло більше 1000.

1999
- Виступ на легендарному фестивалі Максідром (Москва, Росія).
- Сольний концерт в кафе МСМ (Париж, Франція).
- ОЕ отримали премії «Прорив року» та «Найкраща пісня» («Там де нас нема») на фестивалі «Таврійські ігри».

2000
- Сольний концерт в клубі «Асторія» (Лондон, Велика Британія).

2001
- Океан Ельзи стає новим обличчям Пепсі Кола в Україні.
- Концерт в Палаці Спорту (Київ). Вперше сольний концерт української групи зібрав повний Палац Спорту.
- ОЕ започаткували хорошу традицію живого звуку передачі «Твій Формат».

2003
- Альбом «Суперсиметрія» вперше в Україні стає двічі платиновим.
- Сольний концерт в Палаці Спорту (Київ). Початок наймасштабнішого в історії сучасної України концертного туру «Суперсиметрія», що охопив понад 40 міст України.
- Виходить «Тvій формат» — перший концертний альбом гурту. Альбом здобув статус золотого.
- Святослав Вакарчук став Послом української культури. Вперше в історії країни таке звання дісталося рок-музиканту.

2005
- Сольний концерт в ГЦКЗ «Росія». Вперше за всю історію «Росії» з другої пісні весь зал співав стоячи до кінця концерту.
- Live at M1! Вперше в історії телеканалу — концерт в прямому ефірі. Присвячено випускникам.
- Виходить альбом «Gloria». за перші 6 годин було продано 106 000 екземплярів (новий український рекорд).
- Група виступила із фінальним концертом туру «Gloria» в київському Палаці спорту. Загалом — початковим і фінальним концертами «Океан Ельзи» зібрали понад 23 тисячі людей на одному місці за такий короткий період. Знову рекорд.
- ОЕ відвідали Лондон із благодійною концертною програмою в клубі Аннабель, що є одним з найпрестижніших клубів світу.

2006
- Пісня «Без бою» (з альбому Gloria, 2005) на кількох українських радіостанціях стала піснею 2005 року. Кліп на неї є одним із найпопулярніших україномовних відео у YouTube (12 млн переглядів).
- Великий сольний концерт в «Лужніках» (Москва, Росія). До Океану Ельзи жодна з україномовних груп не виступала з сольним концертом на головній арені Росії.
- Океан Ельзи стали переможцями у трьох номінаціях премії ShowBiz 2005. Нагороди група отримала за найкращий альбом року (GLORIA) та як найкраща рок-група року. Найкращим виконавцем року став Святослав Вакарчук.

2007 
- Національна премія «Ukrainian Rock Awards» відзначила групу відразу чотирма преміями: Океан Ельзи вкотре названо «Найкращою рок-групою України», а пісня «Веселі, брате, часи настали» отримала три відзнаки — «Найкраща пісня», «Найкращий текст пісні» та «Найкраще відео».
- Океан Ельзи визнано Найкращою рок-групою СНД-2007 за версією щорічної премії в галузі музики FUZZ-2007.
- Пісня «Все Буде Добре» 5 тижнів займає перше місце у національному радіочарті «РадіоЦентр ФДР». Сингл лідирував в національних хіт-парадах понад 20 тижнів.
- День презентації нового альбому «Міра». Вже в перші години його випуску було продано 170 тис. примірників альбому — рекордна кількість для України!
- Стартував міжнародний тур групи «Океан Ельзи» «I'm going home» («Я їду додому»). Перший концерт туру відбувся в Афінах (Греція), в театрі «Лікавіттос», на сцені якого грали такі виконавці як Doors, Bob Dylan, Radiohead тощо.

2009
- Музиканти вирушають до Німеччини, де дають 3 аншлагові концерти: у Гамбурзі, Мюнхені та Кельні.

2010
- У СК «Олімпійський» (Москва) «Океан Ельзи» отримали Премію в області рок-н-ролу «Чартова Дюжина. Топ-13» у номінації «Музика» за пісню «Я так хочу …». Вона стала першою українською піснею, яка зайняла першу позицію в хіт-параді радіостанції «Наше Радио».
- 12 березня почався перший концерт річного туру Dolce Vita, який за своїми масштабами не має аналогів в Україні. Океан Ельзи відвідали з концертами близько 90 міст в Україні, Росії, Білорусі, Туреччині, Чехії, США, Канаді, Латвії та Естонії.
- Другий сингл альбому «Dolce Vita» — «Більше для нас» — 7 тижнів поспіль тримався на 1-му місці українського радіочарту ФДР ТОП 40.

2012
- Гурт Океан Ельзи отримав премію YUNA (Yearly Ukrainian National Awards, український аналог «Греммі») як «Найкраща група двадцятиріччя».[55]

2013 
- 1 червня у Львові на стадіоні «Арена Львів» відбувся концерт гурту Океан Ельзи, в рамках туру «Земля». На виступ прийшло понад 30 тисяч людей.[56]
- Турне групи на підтримку альбому «Земля» назвали найбільш масштабним та грандіозним в гастрольній історії країни. Ні вітчизняним, ні закордонним виконавцям поки не вдавалося провести в Україні концертні тури з таким розмахом.[57]
- Океан Ельзи стає хедлайнером найбільшого російського рок-фестивалю «Нашествие-2013»,[58] під час якого група відіграла півторагодинний концерт.
- 14 грудня гурт Океан Ельзи в старому складі (С. Вакарчук, Д. Глінін, П. Гудімов, Д. Шуров та Ю. Хусточка) виступив на Євромайдані. За різними даними, на Майдан Незалежності прийшло близько 200 тисяч людей.

2014
- Святослав Вакарчук та Океан Ельзи отримали премію YUNA-2014 в 4 номінаціях (Вакарчук переміг у номінаціях «Найкращий композитор» і «Найкращий автор слів», а ОЕ: «Найкращий гурт» і «Альбом року» — «Земля»).[59]
- 31 травня на стадіоні «Арена Львів» пройшов перший концерт ОЕ в рамках ювілейного туру «Океан Ельзи — 20 років разом!». Виступ зібрав за різними оцінками від 35 до 40 тис. осіб.[60]
- 21 червня концерт «Океан Ельзи — 20 років разом!» на НСК «Олімпійський» зібрав понад 70 тисяч людей. Це наймасовіший сольний концерт в українській історії.

2015
- Телеверсія концерту «Океану Ельзи» до Дня незалежності на стадіоні «Арена Львів», що 3,5 години транслювався в прямому ефірі телеканалу «1+1» 24 серпня 2014 року, отримала премію «Silver Screen» на американському кінофестивалі «US International Film & Video Festival».[61]

2019
- Гурт Океан Ельзи отримав премію Top Hit Music Awards в номінації «Найкращий гурт на радіо» (674 558 ефірів).

2020
- Гурт Океан Ельзи отримав премію Top Hit Music Awards в номінації «Найкращий гурт на радіо» (756 626 ефірів).